# Фарса о Патлену
„Фарса о Патлену“ је југословенски филм из 1970. године. Режирао га је Јован Коњовић, а сценарио су писали Александр Канибер и Мирослав Караулац

## Улоге
| Глумац         | Улога          |
| -------------- | -------------- |
| Мија Алексић   | Адвокат        |
| Дара Чаленић   | Патленова зена |
| Никола Симић   | Трговац        |
| Ђорђе Пура     | Пастир         |
| Миливоје Томић | Судија         |